# Frédéric Troyon
Pour les articles homonymes, voir Troyon.
 (mars 2025).
Frédéric Louis Troyon, né à Cheseaux-sur-Lausanne le 21 juin 1815 et mort à Lausanne le 30 octobre 1866, est un archéologue et conservateur de musée vaudois.

## Biographie
Né en 1815, Frédéric Troyon se destine à la théologie, lorsque la découverte de tombeaux burgondes dans le domaine paternel de Bel-Air, à Cheseaux (mars 1838), fait naître en lui une nouvelle vocation. Ses voyages d'étude, de 1843 à 1846, le conduisent dans toute l'Europe et lui donnent l'occasion de fréquenter quelques grands esprits de l'époque. Frédéric Troyon est l'un des premiers à étudier l'ensemble des monuments préhistoriques du continent. 
En 1852, Frédéric Troyon est nommé conservateur du Musée cantonal d'antiquités dont, par le legs de ses riches collections, il enrichit considérablement les fonds. Animé par l'exemple de l'archéologue Zurichois Ferdinand Keller, Frédéric Troyon fouille les stations lacustres de Morges et de Concise. Les synthèses qu'il publie, que d'aucuns qualifient de prématurées, restent indispensables en tant que recueils de documents. On lui doit notamment Habitations lacustres des temps anciens et modernes (1860) et Monuments de l'Antiquité dans l'Europe barbare (1868). 
Considéré comme le précurseur de l'archéologie préhistorique en Suisse romande, Frédéric Troyon meurt en 1866.